# Odonteus cornigerus
Odonteus cornigerus là một loài bọ cánh cứng trong họ Geotrupidae. Loài này được Melsheimer miêu tả khoa học năm 1844.